# Maryse Hilsz
Marie-Antoinette Hilsz (Levallois-Perret el 7 de marzo de 1901-Moulin-des-Ponts, 30 de enero de 1946) conocida como Maryse Hilsz fue una aviadora francesa, que se destacó por sus vuelos de largo recorrido, en los que llegó hasta el Lejano Oriente. Estableció varios récords y sirvió también en la Resistencia francesa.

## Biografía
Marie-Antoinette Hilsz nació en Levallois-Perret el 7 de marzo de 1901. Al dejar la escuela en 1916 entró como aprendiza en una casa de modas, pero se sentía más atraída por los héroes de la aviación durante la I Guerra Mundial.
Al terminar la guerra, comenzó a frecuentar los aeródromos, pero obtener la licencia de piloto estaba fuera de sus posibilidades económicas. Su padre, trabajador en una tintorería, había muerto unos años antes, y su madre era lavandera, con otros tres hijos a su cargo. Sin embargo, los saltos en paracaídas, principal atractivo de los encuentros en los aeródromos, sí estaban a su alcance y además estaban bien pagados, por lo que vio en ellos su oportunidad.
Cuando cumplió 21 años, cambió su nombre a Maryse y entró a formar parte de los equipos de paracaidistas, desarrollando esta actividad entre 1922 y 1929. En esos años participó en 61 encuentros y realizó 112 saltos sin ningún incidente, salvo dos pequeñas incidencias: un cuarto de hora en un tejado, y dos horas suspendida de un árbol.
En 1928, habiendo reunido el suficiente dinero para pagarse los cursos de aviación, se matriculó y obtuvo la licencia en 1929. Compró un pequeño avión de segunda mano construido en Inglaterra e inició su carrera en 1930 con numerosos vuelos entre París y las distintas capitales europeas. 
En 1932 realizó el vuelo París-Tananarive-París y 1933 el París-Tokio-París. En ese mismo año recibió el premio a la "Mujer del año" otorgada por la Fédération Aéronautique Internationale, junto con Amelia Earhart. En 1936 ganó la Copa Hélène Boucher volando con un Breguet 270.
Además de vuelos de resistencia, se especializó en alcanzar grandes alturas, estableciendo en 1936 la marca para todas las categorías en 14 310 metros.
Falleció en el accidente de un avión militar, que en ese caso no pilotaba.